# ميديكلينيك إنترناشونال
ميديكلينيك إنترناشونال بي إل سي (Mediclinic International plc)، التي تأسست عام 1983، هي مجموعة مستشفيات دولية خاصة لها عمليات في جنوب إفريقيا وناميبيا وسويسرا والإمارات العربية المتحدة. يقع المقر الرئيسي للمجموعة في ستيلينبوش، جنوب إفريقيا. تم إدراجه في بورصة جوهانسبرج، بورصة الأوراق المالية في جنوب إفريقيا، منذ عام 1986. وهي مدرجة أيضًا في بورصة لندن وهي أحد مكونات مؤشر فوتسي 250.

## تاريخ
تأسست ميديكلينيك إنترناشونال في عام 1983 في ستيلينبوش في جنوب إفريقيا عندما تم تكليف رئيسها الحالي، الدكتور إدوين هيرتزوج، من قبل مجموعة رامبرانت (الآن مجموعة ريمغرو ) لإجراء دراسة جدوى حول كيف يمكن أن تكون المستشفيات الخاصة مربحة. بعد ثلاث سنوات ميديكلينيك إنترناشونال، تدير أربعة مستشفيات في الخدمة وثلاثة مستشفيات قيد الإنشاء، مدرجة في بورصة جوهانسبرج، بورصة جنوب إفريقيا في عام 1986.
في عام 2006، توصلت ميديكلينيك إلى اتفاق للاستحواذ على حصة مسيطرة في الإمارات للرعاية الصحية في امارة دبي والتي كانت تمتلك بعد ذلك مستشفى واحدًا، وحقوق تطوير مستشفيين آخرين في مدينة دبي الطبية وخمس عيادات.
استحوذت ميديكلينيك على هيرسلاندن، وهي أكبر مجموعة مستشفيات خاصة في سويسرا، مقابل 2.54 مليار فرنك سويسري في عام 2007. في يونيو 2015  استحوذت ميديكلينيك على 29.9٪ من أسهم سباير هيلث كير، وهي مجموعة رعاية صحية خاصة مقرها المملكة المتحدة.
أعلنت ميديكلينيك عن اندماج عكسي لمستشفيات النور في أكتوبر 2015. امتلك مساهمو ميديكلينيك السابقون ما يصل إلى 93٪ من الأعمال المجمعة عند اكتمالها.  اكتمل الاندماج في 15 فبراير 2016.
بدأت مجموعة الرعاية الصحية التداول رسميًا في بورصة لندن في 16 فبراير 2016. تم انتقاد ذراع ميديكلينيك الجنوب أفريقي في عام 2021 عندما ظهر أن الطبيب المثير للجدل ووتر باسون كان يعمل في إحدى منشآتها في ويسترن كيب.

## الأعمال
- تمتلك حصة قدرها 29.9٪ من أسهم Spire Healthcare"سباير للرعاية الصحية" وهي مجموعة متخصصة في الرعاية الصحية مقرُّها في المملكة المتحدة وتمتلك 38 مستشفى.
- ميديكلينيك الشرق الأوسط.[12]

## المستشفيات والمراكز التابعة

### الإمارات
تدير ميديكلينيك الشرق الأوسط سبعة مستشفيات في دولة الإمارات العربية المتحدة مع أكثر من 978 سرير للمرضى المقيمين بالإضافة إلى أكثر من 29 عيادة في دبي وأبو ظبي والعين ومنطقة الظفرة.

#### دبي
- المستشفيات:

1. مستشفى ميديكلينيك المدينة (يتضمن مركز السرطان الشامل).
2. مستشفى ميديكلينيك بارك فيو.
3. مستشفى ميديكلينيك ويلكير.

- العيادات:

1. ميديكلينيك ابن بطوطة.
2. ميديكلينيك الصفوح.
3. ميديكلينيك القصيص.
4. ميديكلينيك المرابع العربية.
5. ميديكلينيك الينابيع.
6. ميديكلينيك حي السهول.
7. ميديكلينيك دبي مول.
8. ميديكلينيك ديرة.
9. ميديكلينيك مردف.
10. ميديكلينيك معيصم.

#### أبو ظبي
- المستشفيات:

1. مستشفى ميديكلينيك النور.
2. مستشفى ميديكلينيك شارع المطار.
3. مستشفى ميديكلينيك الجوهرة.
4. مستشفى ميديكلينيك العين.

- العيادات:

1. ميديكلينيك المصفح.
2. ميديكلينيك المعمورة.
3. ميديكلينيك بني ياس.
4. ميديكلينيك مدينة خليفة.
5. ميديكلينيك مدينة زايد.
6. ميديكلينيك المدار.
7. ميديكلينيك بوادي.
8. ميديكلينيك اليحر.
9. ميديكلينيك زاخر.

## أنظر أيضاً
- بيور هيلث القابضة
- إم 42
- إن إم سي هيلث
- مجموعة مستشفيات الإمارات
- السعودي الألماني الصحية
- مستشفيات ومراكز مغربي

## الروابط الخارجية
- موقع ميديكلينيك الدولي الرسمي